# ラス・トンタス・ノ・ヴァン・アル・シエロ
『ラス・トンタス・ノ・ヴァン・アル・シエロ』（スペイン語: Las tontas no van al cielo）は、メキシコのテレビドラマ。ラス・エストレージャスで2008年2月11日から8月22日まで放送された。
タイトルの意味は「愚かな女の子は天国に行かない」。

## 登場人物
サンティアゴ「サンティ」ロペス・カルモナ
演：ハイメ・カミル
カンディダ「キャンディ」モラレス・アルカルデ・デ・モリーナ
演：ジャクリーン・ブラカモンテス
パトリシオ「パト」モリーナ・リザラーガ
演：バレンティーノ・ラヌス